# 車多酒造
株式会社車多酒造（しゃたしゅぞう、SYATA SYUZOU CO., LTD.）は、日本の酒造メーカーである。石川県白山市に所在し、清酒などの製造・販売をおこなっている。「能登杜氏四天王」の1人と称される中三郎が在籍しており、「天狗舞」などの銘柄を醸造している。全量自家精米している。

## 沿革
- 1823年（文政6年） - 白山市坊丸町にて創業。車多の名は、手取川水系の水を利用し、多くの水車を回して精米したことが語源とされる。

## 主な商品
- 天狗舞 （大吟醸山廃、吟醸酒、純米酒、本醸造酒など）
- 天狗舞梅酒 （梅酒）
- 天使のみつ （はちみつ酒）
- 剣崎なんば

## 所在地
- 〒924-0823 石川県白山市坊丸町60-1